# 고바야시 야요이
고바야시 야요이(일본어: 小林 弥生, 1981년 9월 18일 ~ )는 일본의 은퇴한 여자 축구 선수이다.

## 국가대표팀 경력
그녀는 1999년 3월 24일 프랑스과의 경기에서 일본 국가대표팀에 데뷔했다. 2001년 AFC 여자 축구 선수권 대회 준우승, 2002년 아시안 게임 동메달 획득에 기여. 1999년과 2003년 FIFA 여자 월드컵, 2004년 하계 올림픽에도 출전했다. 그녀는 2004년까지 국제 A매치 54경기에 출전하여 12득점을 넣었다.

## 통계
| 일본 | 일본 | 일본 |
| 연도 | 출전 | 득점 |
| ---- | ---- | ---- |
| 1999 | 8    | 2    |
| 2000 | 1    | 0    |
| 2001 | 12   | 2    |
| 2002 | 11   | 1    |
| 2003 | 14   | 6    |
| 2004 | 8    | 1    |
| 통산 | 54   | 12   |